# 雙子座53
雙子座53，又名BD+28 1350，HD 55870、SAO 79221、HR 2738，是雙子座的一颗恒星，视星等为5.71，位于銀經189.91，銀緯17.3，其B1900.0坐标为赤經7h 9m 42.4s，赤緯+28° 17.3′ 17″。